# 29. People’s Choice Awards-gála
Az 29. People’s Choice Awards-gála a 2002-es év legjobb filmes, televíziós és zenés alakításait értékelte. A díjátadót 2003. január 12-én tartották a kaliforniai Shrine Auditoriumban, a műsor házigazdája Tony Danza volt. A ceremóniát a CBS televízióadó közvetítette.

## Győztesek és jelöltek
Forrás:
| Az év új tévévígjátéka                                                                              | Az év női előadója                                               |
| --------------------------------------------------------------------------------------------------- | ---------------------------------------------------------------- |
| - Pimaszok, avagy kamaszba nem üt a mennykő - The Bernie Mac Show - Cedric the Entertainer Presents | - Faith Hill - Céline Dion - Jennifer Lopez                      |
| Az év filmje                                                                                        | Az év nappali tévéműsora                                         |
| - A Gyűrűk Ura: A Gyűrű Szövetsége - Pókember - Bazi nagy görög lagzi                               | - Ármány és szenvedély - Nyughatatlan fiatalok - All My Children |
| Az év férfi tévés sztárja                                                                           | Az év férfi előadója                                             |
| - Ray Romano - Matt LeBlanc - Bernie Mac                                                            | - Eminem - Alan Jackson - Nelly                                  |
| Az év együttese                                                                                     | Az év realityje                                                  |
| - Creed - Dixie Chicks - NSYNC                                                                      | - Survivor: Thailand - Fear Factor - The Real World: Las Vegas   |
| Az év vígjátéka                                                                                     | Az év női tévés sztárja                                          |
| - Bazi nagy görög lagzi - A kismenő - Birkanyírás                                                   | - Jennifer Aniston - Patricia Heaton - Debra Messing             |
| Az év férfi filmsztárja                                                                             | Az év vígjátékműsora                                             |
| - Mel Gibson - Denzel Washington - Tom Hanks                                                        | - Jóbarátok - Szeretünk Raymond - Will és Grace                  |
| Az év drámaműsora                                                                                   | Az év női filmsztárja                                            |
| - CSI: A helyszínelők - Vészhelyzet - Esküdt ellenségek                                             | - Julia Roberts - Halle Berry - Sandra Bullock                   |
| Az év új drámaműsora                                                                                | Az év drámája                                                    |
| - CSI: Miami helyszínelők - Everwood - Presidio Med                                                 | - A Gyűrűk Ura: A Gyűrű Szövetsége - A vörös sárkány - Jelek     |

## Fordítás
- Ez a szócikk részben vagy egészben  a(z)   29th People's Choice Awards című angol Wikipédia-szócikk fordításán alapul.  Az eredeti cikk szerkesztőit annak laptörténete sorolja fel. Ez a jelzés csupán a megfogalmazás eredetét és a szerzői jogokat jelzi, nem szolgál a cikkben szereplő információk forrásmegjelöléseként.